# Lake Mykee Town
Lake Mykee Town è un villaggio degli Stati Uniti d'America, situato nello Stato del Missouri, nella contea di Callaway.